# フニデク
フニデク（Fnideq、アラビア語: الفنيدق、スペイン語: Castillejos）、モロッコ北部の都市。スペインの飛び地のセウタに接する。メディック・フニデク県の最大都市である。

## 概要
「フニデク」の名前の名前はアラビア語でホテルを意味するフォンドック(فندق)が由来である。またスペインが占領していた時にはカスティヤーホ(Castillejo)と呼ばれていた。またバブ・セウタとも呼ばれることもある。
フニデクはスペイン領セウタと接することや、国境に商業用税関がないこと、セウタの税制優遇措置によりスペインの密輸品が横行し、その密輸品がフニデクなどの商業施設で販売されている。密輸品の規模は年間60〜80億モロッコ・ディルハムと推定される。この密輸品により経済が潤い人口が増加し県内最大都市となった。2020年の新型コロナウイルスの流行以降は密輸が禁止され、2022年に国境に税関検査所を設置することをスペインと合意する。

## 交通

### 道路

#### 高速道路
- オートルート A7 - フニデク南部を起点にテトゥアンに至る高速道路。

#### 国道
- 国道16号線 - タンジェを起点にタンジェMED港やフニデクを経由し地中海と平行して走りアルジェリア国境付近に至る。
- 国道13号線 - フニデク北部のセウタとの国境付近を起点にメディックまで国道16号線重複している。

## 歴史
- 1860年1月1日 - スペイン軍がテトゥアンを占領しようと進軍しモロッコ王立軍と激突したフニデクの戦い（アラビア語版）が勃発[注釈 2]。
- 2010年 - テトゥアン州からメディック・フニデク県が分離し、同県の都市になる[2]。
- 2021年5月17日と5月18日 - フニデクからスペイン領セウタに約8000人が一斉に不法越境する[7][8]。これによりモロッコとスペインの外交危機が加速する[6]。